# Lövtjäratjärnen
Lövtjäratjärnen är en sjö i Söderhamns kommun i Hälsingland och ingår i Ljusnans huvudavrinningsområde.